# Phan Trần Chúc

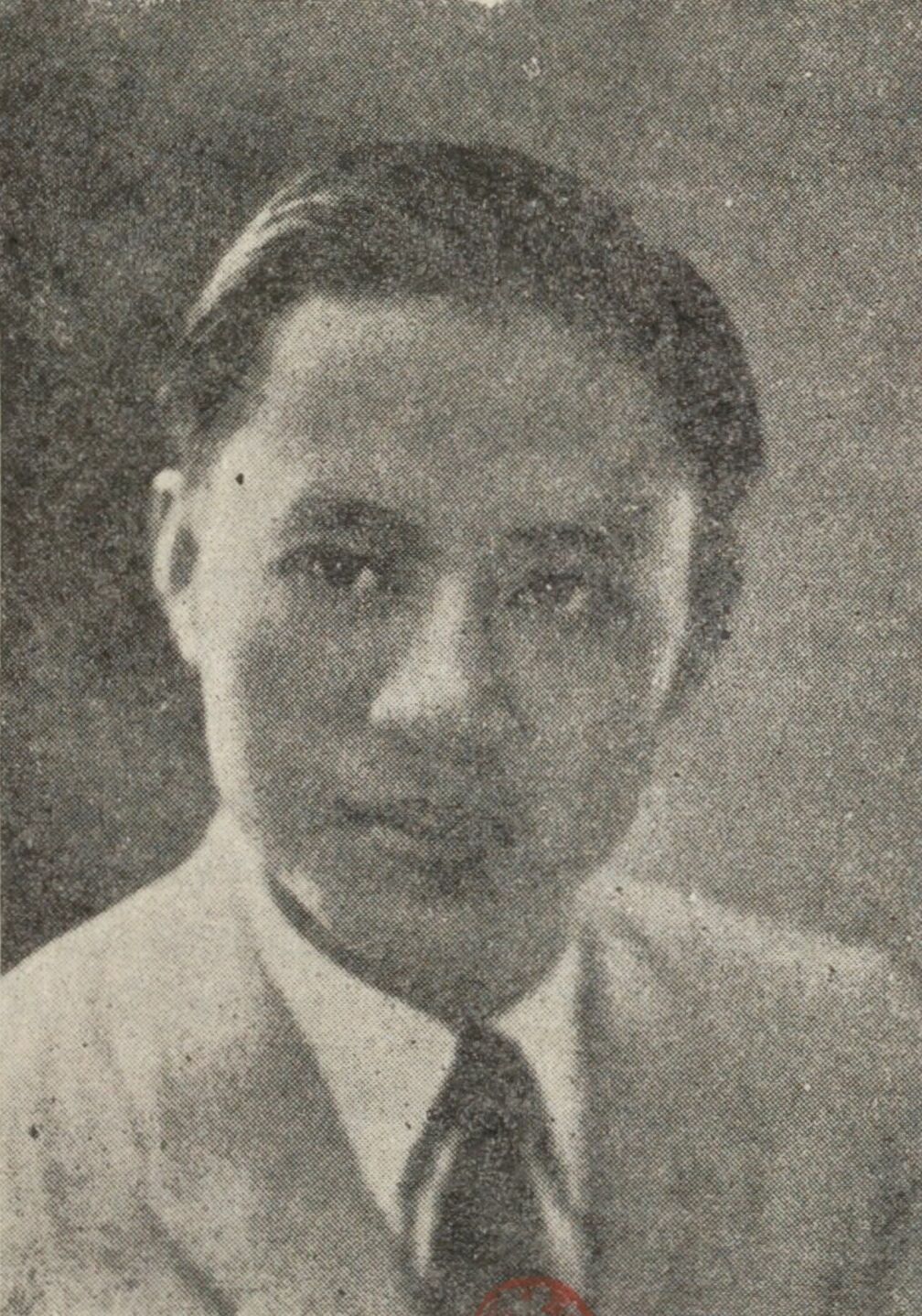
ông Phan Trần Chúc

Phan Trần Chúc (1907-1946), là nhà văn Việt Nam, thời tiền chiến.

## Cuộc đời
Cuộc đời Phan Trần Chúc, các sách nghiên cứu văn học Việt chép rất ít. Quê gốc của ông ở làng Phù Long (nay thuộc xã Mỹ Tân, huyện Mỹ Lộc, tỉnh Nam Định) nhưng từ nhỏ đã sống ở tỉnh Thái Bình. Ông đi học ở thị xã Thái Bình rồi làm giáo viên dạy học ở đó.
Năm 1927, ông cùng Nguyễn Văn Năng, Bùi Hữu Diên, Đào Đình Mẫn, Đào Đức Quỳ, Đào Gia Lựu, Lương Duyên Hồi, Phạm Quang Lịch, Trần Văn Cận, Tống Văn Phổ, Hà Ngọc Thiến thành lập Chi bộ trường Tư thục Minh Thanh, một trong hai Chi bộ đầu tiên của Hội Việt Nam Cách mạng Thanh niên tại Thái Bình.
Về sau, ông lên Hà Nội, gia nhập làng báo, viết cho tờ: Ngọ báo, Việt báo, Đông Tây,... và làm Chủ bút tờ Việt Cường, Chủ nhiệm tờ Tân Việt. Bên cạnh đó, ông còn là cây bút chuyên nghiệp, chuyên viết sách thuộc loại lịch sử ký sự, lịch sử tiểu thuyết.
Sau ngày Nhật đảo chính Pháp (9 tháng 3 năm 1945), ông tham gia tổ chức Đại Việt quốc gia liên minh.
Năm Bính Tuất (1946), Phan Trần Chúc mất tại phủ Hoài Đức, tỉnh Hà Đông, nay thuộc ngoại thành Hà Nội, hưởng dương 39 tuổi.

## Tác phẩm
Tuy chưa được thống kê đầy đủ, nhưng Phan Trần Chúc đã để một gia tài trước tác khá đồ sộ. Các tác phẩm đã xuất bản, gồm:
Nghiên cứu:
- Triều Tây Sơn (1942)
- Bằng quận công (Mai lĩnh - 1942)
- Bùi Viện với cuộc duy tân của triều Tự Đức (1942)
- Ngày mai với tập hồ sơ của một thời đại (Hà Nội, 1942)
- Việt Nam sử học (thế kỉ 18 - 1942)
- Văn chương quốc âm thế kỷ XIX (1942)
- Một kiếp trước của Phật Thích Ca (1942)
- Tĩnh Đô vương (1943)

Lịch sử ký sự:
- Vua Hàm Nghi (Nam ký - Hà Nội, 1935)
- Lê Hoan (Tân Việt Nam - Hà Nội, 1939)
- Vua Quang Trung (Lê Cường - Hà Nội, 1940)
- Nguyễn Tri Phương, Nhà xuất bản Văn hóa Thông tin, 2001

Tiểu thuyết lịch sử:
- Hồi chuông Thiên Mụ (1940)
- Cần vương (1941)
- Dưới lũy Trường Dục (Phổ thông bán nguyệt san, số 104, ngày 1 tháng 4 năm 1942)
- Truyện ký Danh nhân Việt Nam qua các triều đại, quyển I (Tân Dân- Hà Nội, 1942)
- Từ nhà Chùa đến nhà Chúa (Hương Sơn, 1942)
- Giọt máu sau cùng (1943)
- Thưởng trì cung (1943)…

Sách viết cho học sinh
- Phạm Nhan (Xuân Thu - Hà Nội, 1943)

Ngoài ra còn có (chưa rõ thể loại): 
- Bánh xe khứ quốc (Thụy Ký - Hà Nội,1941)
- Năm bộ da dê hay là một tấm gương kiên nhẫn (Thụy Ký, 1943).

Căn cứ vào những tác phẩm trên, Vũ Ngọc Phan trong Nhà văn hiện đại, đã xếp Phan Trần Chúc vào nhóm " Những nhà viết lịch sử ký sự và truyện ký" gồm Đào Trinh Nhất, Trần Thanh Mại, Nguyễn Triệu Luật, Ngô Văn Triện (Trúc Khê).

## Trích nhận xét
Mặc dù chết trẻ, Phan Trần Chúc vẫn để lại khá nhiều tác phẩm. Và đa phần những sáng tác này đều lấy đề tài và cảm hứng từ các nhân vật lịch sử. 
Tuy nhiên, đọc các sách của ông, Vũ Ngọc Phan cho rằng: Trong các sách của Phan Trần Chúc chỉ được có cái đặc sắc là lối nghị luận. Lời nghị luận của ông bao giờ cũng sáng suốt. Nếu muốn tìm giá trị, may ra đó là giá trị những văn phẩm của ông. Còn những tài liệu ông dùng phần nhiều không được chắc chắn, nên ông không tránh được những sự mâu thuẫn là những điều không nên có trong một quyển sử.
Theo Từ điển Văn học (bộ mới), thì:
- Về mặt nghiên cứu, Phan Trần Chúc không chú trọng tới nguồn gốc của những biến chuyển xã hội, không tính đến quy luật khách quan của phát triển lịch sử; nên khi đánh giá sự kiện ông nghiêng về mô tả đơn thuần rồi cứ thế suy diễn, do đó các kiến giải thường không xác đáng.
- Về cách đánh giá nhân vật, dù nhiều chỗ ông tỏ ra khách quan, song thiếu một sự phân tích khoa học nên cũng không xác định đúng vị trí đích thực của các nhân vật trong lịch sử.
- Về mặt tiểu thuyết, sự dàn dựng có phần dễ dãi, nhân vật chưa được xây dựng thành điển hình…
- Về văn học sử, ông có quyển Văn chương quốc âm thế kỷ XIX, song không có phát hiện gì mới và cũng mắc phải một số sai sót về tác giả, tác phẩm.

Chỉ ở thể ký sự, Phan Trần Chúc mới có thành tựu, nổi bật nhất ở mảng này là cuốn Vua Hàm Nghi. Ở sách này, tác giả đã dựng lại được khá sinh động và trung thực hình ảnh những nhân vật gắn bó với lịch sử Việt Nam, những năm bi hùng của thế kỷ 19. Ngoài giá trị lịch sử, cuốn sách còn góp phần khơi gợi tinh thần yêu nước của dân tộc Việt.
Nhìn chung, dù ở thể loại nào, ông thường nhầm lẫn về tư liệu, như trong Vua Hàm Nghi, ông chép Phan Đình Phùng thọ 74 tuổi, thực ra chỉ là 48 tuổi; hoặc trong Vua Quang Trung, ông chép Nguyễn Nhạc phái quân ra Phú Xuân hỏi tội Nguyễn Huệ, kỳ thực là ngược lại, chính Nguyễn Huệ đem binh vây Nguyễn Nhạc ở Quy Nhơn...
Có thể nói gọn, ông là nhà văn viết tiểu thuyết lịch sử, chứ không phải là nhà sử học.